# Jerry Hoyt
Jerry Hoyt (n. 29 ianuarie 1929, Chicago, Illinois, SUA – d. 10 iulie 1955, Oklahoma City, SUA) a fost un pilot de Formula 1. De-a lungul carierei a luat startul în 4 curse dintre care 1 din pole-position. Nu a câștigat nicio cursă și nu a terminat niciodată pe podium, acumulând 0 puncte în întreaga activitate ca pilot de Formula 1.